# Michailowskoje (Region Altai)
Michailowskoje (russisch Миха́йловское) ist ein großes Dorf (selo) in der Region Altai (Russland) mit 8.907 Einwohnern (Stand 2021).

## Geographie
Der Ort liegt im Südwestteil der Kulundasteppe am nordwestlichen Rand eines der für das Gebiet charakteristischen „Bandwälder“, langgestreckter, über mehrere Hundert Kilometer parallel in südwest-nordöstlicher Richtung verlaufender Kiefernwaldmassive. Die Siedlung ist etwa 320 Kilometer Luftlinie in südwestlicher Richtung von der Regionshauptstadt Barnaul und 25 Kilometer von der Grenze zu Kasachstan entfernt. Südlich des Ortes erstrecken sich inmitten des Bandwaldes abflusslose Senke mit einer Reihe von Salzseen, deren Salze für die chemische Industrie genutzt werden, so bei der dort gelegenen Siedlung Malinowoje Osero.
Michailowskoje ist Verwaltungszentrum des gleichnamigen Rajons Michailowskoje.

## Geschichte
Das Dorf wurde 1878 von Umsiedlern aus Zentralrussland gegründet und trug zunächst den Namen Mir-Kul, später auch Marsagul nach einem turksprachigen Toponym. 1897 erhielt es zu Ehren des Hl. Michael, russisch Michail, den heutigen Namen.
Im Zusammenhang mit der Errichtung eines Chemiewerkes beim heutigen Malinowoje Osero wurde 1941 ein eigenständiger Rajon aus den Territorien der umliegenden Rajons ausgegliedert, dessen Verwaltungszentrum zunächst die 15 km südlich von Michailowskoje gelegene Werkssiedlung war. In den 1950er Jahren wurde auch Michailowskoje wie dieser der Status einer Siedlung städtischen Typs verliehen, nun in der Namensform Michailowski. In den 1960er Jahren wurde die Rajonverwaltung nach Michailowski verlagert.
Seit 1991 ist der Ort wieder „Ländliche Siedlung“ unter der alten Namensform.

### Bevölkerungsentwicklung
| Jahr | Einwohner |
| ---- | --------- |
| 1959 | 7.085     |
| 1970 | 8.892     |
| 1979 | 9.116     |
| 1989 | 10.696    |
| 2002 | 11.558    |
| 2010 | 11.020    |

Anmerkung: Volkszählungsdaten

## Kultur und Sehenswürdigkeiten
In Michailowskoje gibt es ein Heimatmuseum und eine Gemäldegalerie.

## Wirtschaft und Infrastruktur
Gelegen zwischen der urbar gemachten Kulundasteppe und einem großen Waldmassiv, ist Michailowskoje Zentrum der Land- und Forstwirtschaft.
Der Ort liegt an der 1943/44 errichteten (ab 1953 öffentlicher Verkehr) Eisenbahnstrecke Kulunda–Malinowoje Osero (Stationsname Michailowka-Altaiskaja; Streckenkilometer 104).
Durch Michailowskoje führt die Regionalstraße Rubzowsk–Kulunda–Slawgorod–Karassuk entlang der russisch-kasachischen Grenze, von der hier eine Verbindung über Woltschicha und Rebricha in die Regionshauptstadt Barnaul abzweigt.